# Gnathia fragilis
Gnathia fragilis is een pissebed uit de familie Gnathiidae. De wetenschappelijke naam van de soort is voor het eerst geldig gepubliceerd in 1977 door Schultz.